# Компониум
Компониум — механический музыкальный инструмент, способный создавать и проигрывать вариации на заданную тему. Разновидность оркестриона. Построен в 1821 году голландским механиком Дитрихом Николаусом Винкелем (1773, Липпштадт, Германия — 1826, Амстердам, Голландия). Это автоматический орган с двумя цилиндрами. Цилиндры способны вращаться одновременно. Каждый из них по очереди или играет два такта из случайным образом выбранной музыки, или ничего не играет и двигается горизонтально вдоль оси для выбора следующий вариации. Будет ли выбрана следующая вариация определяет маховик похожий на рулетку. Инструмент способен проигрывать 80-тактное музыкальное произведение, с восемью вариациями для каждых двух тактов.
Таким образом, возможности компониума ограничены числом новых сочетаний, которые возможно получить из музыки, закодированной на его цилиндрах.
Считается, что этот инструмент копирует некоторые идеи, реализованные в пангармониконе Иоганна Непомука Мельцеля, но добавляет к ним алеаторический метод создания музыки.
Компониум, в довольно плохой форме, сейчас хранится в коллекции Брюссельского музея инструментов.

## Дискография
- An unrecognised melody. Recorded in 1967 or 1969. Published originally in LP record Opname uit de verzamelingen van het Instrumentenmuseum te Brussel/Enregistrements de la collection du Musée instrumental de Bruxelles ([Brussel?] : Nationale Diskoteek van België, [1972?]. D.N.B. 30.007), which also accompanies book Les instruments de musique dans l’art et l’histoire by R. Bragard and Ferd. J. de Hen (Bruxelles, 1973); republished in CD record Instruments insolites/Muzikale meesterstukken/Unusual sounds (Bruxelles: Musée des instruments de musique (mim), ©2013. mim MIM015)